# Torimono sandōgu
Les torimono mitsudōgu (捕り物三道具), connus comme les trois armes d'arrestation, sont un trio d'armes d'hast de l'époque d'Edo pour maintenir l'ordre.

## Types des armes
Ces armes se déclinent ainsi :
- sasumata 刺股 ;
- sodegarami 袖搦 ;
- tsukubo 突棒.

Elles ont toutes un manche long de 2 à 3 m ayant un ensemble de piquants sur la partie que l'interpellé pourrait tenter de saisir.

## Autres aspects

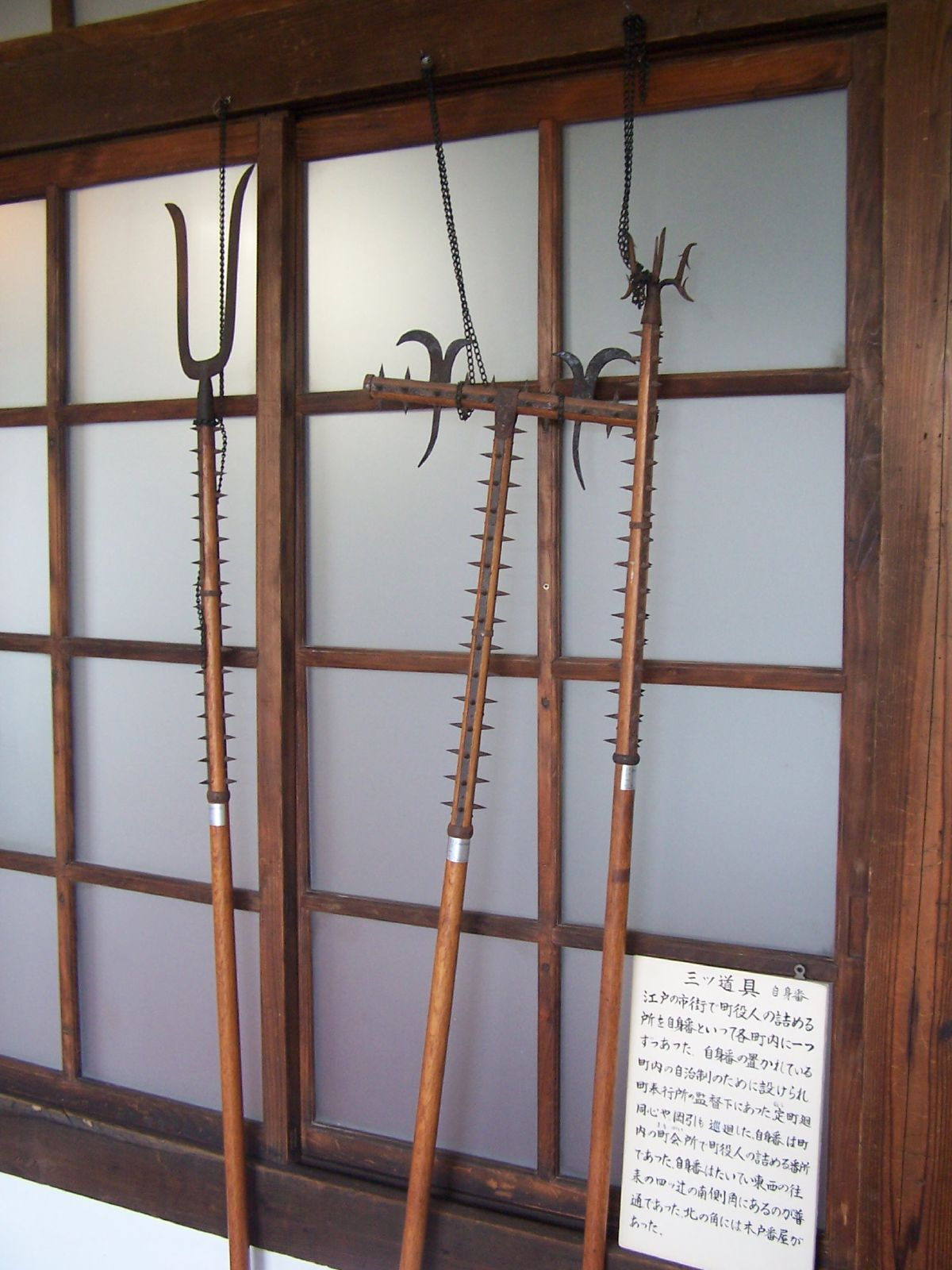
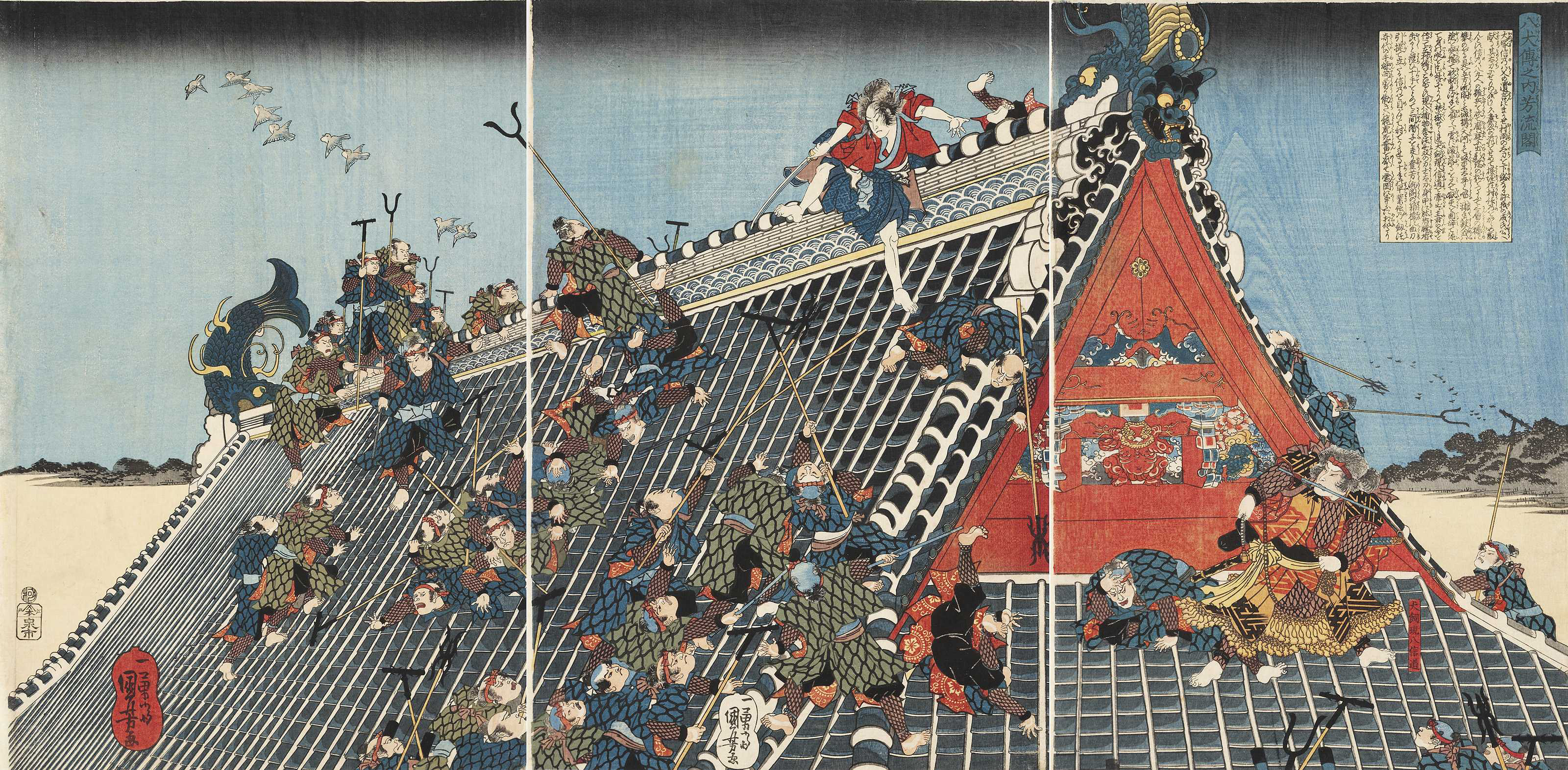
Exemple d'usage sur une peinture de Utagawa Kunisada.